# ماکافیلی
ماکافیلی، انجمن وطن‌پرستی هیجیما (به ژاپنی: 比島愛国同志会) یک گروه مبارز از اهالی فیلیپین بود که در سال ۱۹۴۴ طی جنگ جهانی دوم در فیلیپین (تلفظ به ژاپنی هیجیما) تشکیل شد تا به نیروی زمینی امپراتوری ژاپن کمک نظامی کند. این گروه قرار بود برابر با ارتش ژاپن باشد و رهبران آن با درجاتی برابر با همتایان ژاپنی خود منصوب شوند.